# Swiss Open 1969
Die Swiss Open 1969 im Badminton fanden in Lausanne statt. Es war die zehnte Austragung der internationalen Titelkämpfe im Badminton in der Schweiz.

## Finalresultate
| Disziplin    | Sieger                         | Finalist                        | Ergebnis     |
| ------------ | ------------------------------ | ------------------------------- | ------------ |
| Herreneinzel | Hubert Riedo                   | Kurt Achtleitner                | 15–6, 15–2   |
| Dameneinzel  | Brigitte Potthoff              | June Jacques                    | 11–5, 11–2   |
| Herrendoppel | Kurt Achtleitner Karl Buchart  | Wolfgang Landgesell Rieck       | 17–15, 15–11 |
| Damendoppel  | Brigitte Potthoff June Jacques | Vreni Schkölzinger Josée Carrel | 15–12, 15–10 |
| Mixed        | Roger Vanmeerbeek June Jacques | Anton Sauter Vreni Schkölzinger | 15–1, 15–6   |